# Pseudocalotes ziegleri
Espèce
Pseudocalotes ziegleri est une espèce de sauriens de la famille des Agamidae.

## Répartition
Cette espèce est endémique de la province de Kon Tum au Viêt Nam. 

## Étymologie
Cette espèce est nommée en l'honneur de Thomas Ziegler.

## Publication originale
- Hallermann, Truong, Orlov & Ananjeva, 2010 : A new species of the genus Pseudocalotes (Squamata: Agamidae) from Vietnam. Russian Journal of Herpetology, vol. 17, no 1, p. 31-40.